# 楸子群島
楸子群島（チュジャぐんとう、朝鮮語: 추자군도）は、済州特別自治道の最北部、済州海峡に位置する群島。4つの有人島と38の無人島からなる。主島である上楸子島と下楸子島の2島は楸子大橋で結ばれ、合わせて楸子島（チュジャド）と呼ばれる。人口の大部分がこの2島に居住するほか、秋浦島（チュポド）、横干島（フェンガンド）に若干の居住者がある。群島全域で済州市楸子面を構成する。合計面積は7.05km2、人口は2018年3月現在、1,858人。

## 地理
朝鮮半島南西部の多島海において例外的に済州自治特別道に属する島であるが、距離的に済州島本島よりも朝鮮半島に近いだけでなく、自然・文化・経済のいずれにおいても朝鮮半島、とりわけ全羅道（湖南）文化圏の影響が強く、「済州島の中の全羅道」と呼ばれていた。言語も済州道で話される済州語（済州方言）ではなく全羅道方言が話される。
済州〜木浦、済州〜莞島間のフェリーが1日3～4便寄港する。済州島からはフェリーで1時間半を要する。群島内には6つの集落があるが、面事務所・漁協・郵便局・派出所・初等学校などの都市的機能、および人口の大部分は、島の玄関口・楸子港のある上楸子島・大西里に集中している。楸子島内には循環バスが走っている。
周辺海域は暖流と寒流のぶつかる地点でプランクトンが多く魚種が非常に豊富で、イシダイやマダイ、アジなどの好漁場であり、さらに高級魚であるスズキやブリなどの回遊地としても知られ、海釣りのメッカとなっている。イワシ漁に代表される漁業を主産業とし、カタクチイワシの塩辛が特産品となっている。その反面、農耕地は狭小で、穀物や生活必需品の多くは済州島あるいは木浦市や莞島郡からの輸送に依存している。近年は生活不便のため済州島本島に定着する人が増え、人口不足のため外国人労働者もイワシ漁業や水産加工に従事している。

## 歴史
今日の楸子島という名前の由来には二説あり、1821年に全羅南道嶺岩郡の帰属とされた頃から呼ばれていたというものと、1398年に島に楸子（マンシュウグルミ）の木が生い茂っていたため楸子島と呼ばれるようになったというものである。
楸子島に人が来住した時期は定かでないが、古来朝鮮半島と耽羅の海路を結ぶ交通の要衝であり、1271年までは候風島と呼ばれていた。同年の三別抄の乱で、高麗とモンゴル帝国の連合軍が楸子島に入ったという記録がある。全羅南道の珍島にある龍藏城が陥落した後、三別抄が済州島に避難した際には、三別抄の中間基地として使用された。一方、高麗とモンゴルの官軍も済州島に陣営を置き、三別抄の残兵を鎮圧するために、楸子島を拠点に進撃作戦を推進した。
高麗の恭愍王の時代、耽羅には済州牧使が殺されるなど反乱が後を絶たなかった。1374年、元の牧胡（モンゴル人の派遣役人）である石迭里などが乱を起こすと、朝廷では崔瑩将軍にその鎭圧の任務を命じた。遠征の途中、崔瑩将軍は風が静まるのを待つ間、島民たちに先進的な魚網編法を教えて生活に大きな変革をもたらしたと伝えられている。また14世紀には、倭寇の被害をしばしば被っていたという記録が残る。
1881年には済州牧に移管され、1896年には再び莞島郡に移される。さらに日本植民地期の1914年、全羅南道莞島郡から済州島の管轄行政区域に編入されて、解放直後の1946年に北済州郡に移管されるなど、複雑な行政的位置づけの変化を経験してきた。
日本統治時代には水産資源に目を付けた日本人漁民移住者が多く定着しているが、1926年のシワダ網事件や1932年の抗日闘争など、地元漁民と移住者の間でしばしば衝突が起きている。前者は、面長・漁業組合が結託して住民に不当な金額で漁具や海藻類を購入させたことへの抗議の結果、主導者21人が検挙・投獄された事件である。後者は流し刺し網漁業による日本人の乱獲に対する反発が衝突事件に発展したもので、こちらも島民12名が投獄されている。太平洋戦争期には日本軍基地が築かれ、近海で日本の軍傭船が米軍の攻撃により爆沈する事件も起こっている。
戦後、済州島四・三事件に象徴される朝鮮本土と済州島との政治的距離感や差別意識に似た形で、長らく全羅南道に所属していた楸子島と済州島本島との間にも屈折した関係があったとみられる。また、1974年には島に北朝鮮のスパイが上陸する事件が起こっているほか、光州事件では島民や出身者の間に多くの被害者が出ている。
2006年7月1日に済州特別自治道が発足し済州市と北済州郡が統合された結果、済州市楸子面に編入され、現在に至っている。

## 文化・産業
カタクチイワシの塩辛が済州島の伝統的な食文化として知られているが、楸子島はこれを作るための液汁の産地として有名である。楸子島では塩辛の液汁が醤油のような調味料として用いられる。イワシは塩辛の原材料としてだけでなく、島外との交易によって生活物資を得るための重要な資源でもあった。島に伝わるイワシ漁の唄は、島民の生活を象徴する文化として親しまれている。イシモチも重要な漁業資源であり、9月にはチャムグルビ（イシモチの日干し）の製造が最盛期を迎える。毎年これに合わせて「チャムグルビ祭り」が開かれている。
文化財としては、高麗の崔瑩将軍の威徳を記念する祠堂や楸子処士閣などがある。また、2010年6月にハイキングコースとして楸子島オルレが開設され、観光地として賑わっている。